# Alexander Belavin
Alexander "Sasha" Abramovich Belavin (em russo:  Алекса́ндр Абрамо́вич Бела́вин; 1942) é um físico russo, conhecido por suas contribuições à teoria das cordas.
É professor da Universidade Independente de Moscou e pesquisador no Instituto Landau de Física Teórica.
Para 2018 está convidado como palestrante do Congresso Internacional de Matemáticos no Rio de Janeiro.

## Prêmio
- Prêmio Pomeranchuk de 2007[2]
- Prêmio Lars Onsager de 2011, com Alexander Polyakov e Alexander Zamolodchikov

## Publicações
- Belavin AA; Polyakov AM; Zamolodchikov AB (1984). «Infinite conformal symmetry in two-dimensional quantum field theory». Nucl. Phys. B. 241 (2): 333–80. Bibcode:1984NuPhB.241..333B. doi:10.1016/0550-3213(84)90052-X
- Belavin, A.; Pugai, Y.; Zamolodchikov, A. (2012). Quantum Field Theories in Two Dimensions: Collected Works of Alexei Zamolodchikov. [S.l.]: World Scientific. ISBN 978-981-4324-06-9